# Dante López
Dante López (16 d'agost de 1983) és un futbolista paraguaià.

## Selecció del Paraguai
Va formar part de l'equip paraguaià a la Copa del Món de 2006.